# نوال بنت طارق
نوال بنت طارق بن تيمور البوسعيدية (19 نوفمبر 1951-) هي سيدة عمانية من آل سعيد وشقيقة سلطان عمان الحالي هيثم بن طارق. وهي الزوجة الوحيدة لسلطان عمان الراحل قابوس بن سعيد، تزوجا سنة 1976 لكنهما انفصلا عام 1979 ولم ينجبا أطفالًا. ملاحضة : زوجة السلطان قابوس أسمها كاملة بنت طارق وليست نوال